# Konjugirano transponirana matrika
Konjugirano transponirana matrika (oznaka  {\displaystyle A^{*}\,}) (tudi hermitska transponirana in hermitska konjugirana matrika) matrike {\displaystyle A\,} z razsežnostjo {\displaystyle m\times n\,} in elementi, ki so kompleksni, je matrika {\displaystyle A^{*}\,}, ki jo dobimo iz transponirane v kateri vse elemente spremenimo v konjugirano kompleksne. Za posamezne elemente lahko to zapišemo kot:
{\displaystyle (A^{*})_{ij}={\overline {A_{ji}}}\!\,,}
kjer je:
- {\displaystyle A^{*}\,} konjugirano transponirana matrika matrike {\displaystyle A\,}

- {\displaystyle {\overline {A_{ji}}}\,} so konjugirane vrednosti elementa {\displaystyle A_{ij}\,}
- {\displaystyle i\,}, {\displaystyle j\,}  sta zaporedni številki vrstice oziroma stolpca (pozor: indeksa sta zamenjana)
- {\displaystyle i\,} lahko zavzame vrednosti {\displaystyle 1\leq i\leq n\,}
- {\displaystyle j\,} lahko zavzame vrednosti {\displaystyle 1\leq j\leq m\,}

To lahko zapišemo tudi kot:
{\displaystyle A^{*}=({\overline {A}})^{\mathrm {T} }={\overline {A^{\mathrm {T} }}}\!\,,}
kjer je:
- {\displaystyle A^{T}\,} transponiranje matrike {\displaystyle A\,}
- {\displaystyle {\overline {A}}\,} pomeni konjugirano kompleksno vrednost za vse elemente matrike

Konjugirano transponirane matrike označujejo še na nekaj načinov. Običajno je način označevanja odvisen tudi od področja uporabe:
- {\displaystyle A^{H}\,} se uporablja v linearni algebri
- {\displaystyle A^{\dagger }\,} se uporablja v kvantni mehaniki
- {\displaystyle A^{+}\,} se uporablja za konjugirano transponirano matriko in za Moore-Penroseov psevdoinverz

## Zgled
Če imamo matriko:
{\displaystyle A={\begin{bmatrix}3+i&5\\2-2i&i\end{bmatrix}}\!\,,}
potem je njena konjugirano transponirana matrika enaka:
{\displaystyle A^{*}={\begin{bmatrix}3-i&2+2i\\5&-i\end{bmatrix}}\!\,.}

## Značilnosti
- Konjugirano transponirana matrika vsote dveh matrik z isto razsežnostjo je enaka vsoti konjugirano transponiranih matrik {\displaystyle (A+B)^{*}=A^{*}+B^{*}\,}
- Za poljubno kompleksno število {\displaystyle r\,} velja {\displaystyle (rA)^{*}=r^{*}.A^{*}\,}, kjer je {\displaystyle r^{*}\,} konjugirano kompleksno število števila {\displaystyle r\,}
- Konjugirano transponirana matrika zmnožka dveh matrik {\displaystyle A\,} (z razsežnostjo {\displaystyle m\times n\,}) in {\displaystyle B\,} (z razsežnostjo {\displaystyle n\times p\,}) je zmnožek konjugirano transponiranih matrik {\displaystyle (AB)^{*}\,<math>=B^{*}.A^{*}\,} (pozor: vrstni red je obrnjen)
- Za poljubno matriko {\displaystyle A\,} velja tudi {\displaystyle (A^{*})^{*}=A\,}
- Če je {\displaystyle A\,} kvadratna matrika, potem je determinanta {\displaystyle \det(A^{*})=(\det A)^{*}\,}
- Če je {\displaystyle A\,} kvadratna matrika, potem je sled matrike enaka {\displaystyle sl(A^{*})=(slA)^{*}\,} .
- Če in samo, če je matrika {\displaystyle A^{*}\,} obrnljiva matrika, potem velja {\displaystyle (A^{*})^{-1}=(A^{-1})^{*}\,}
- Lastne vrednosti matrike {\displaystyle A^{*}\,} so konjugirano kompleksne lastne vrednosti matrike {\displaystyle A\,}
- Če so elementi matrike {\displaystyle A\,} realni, potem je matrika {\displaystyle A^{*}\,} enaka transponirani {\displaystyle A^{T}\,}
- Če za kvadratno matriko {\displaystyle A\,} velja {\displaystyle A^{*}=A\,}, potem je matrika sebi adjungirana ali hermitska
- matrika je poševnohermitska matrika ali antihermitska, če je {\displaystyle A^{*}=-A\,}
- matrika je normalna, če velja {\displaystyle A^{*}A=AA^{*}\,}.